# Laure Martinozzi
Laure Martinozzi (en italien : Laura Martinozzi), née le 27 mai 1639 à Fano et morte le 19 juillet 1687 à Rome, est une aristocrate italienne du XVIIe siècle.
Nièce du cardinal Mazarin, elle épousa le duc de Modène et de Reggio et fut régente du duché de 1662 à 1674 au nom de son fils François II d'Este. Sa fille Marie-Béatrice épousa quant à elle le roi d'Angleterre.

## Biographie
Laure Martinozzi est l'une des nièces du cardinal Mazarin (les Mazarinettes). Elle épouse en 1656 Alphonse IV d'Este, qui succède à son père en 1658 comme duc de Modène et de Reggio, mais qui meurt dès 1662.
Le couple a deux enfants : Marie-Béatrice (1658-1718) qui épousera en 1673 le roi Jacques II d'Angleterre, et un fils François II d'Este (1660-1694) qui succède à son père mais meurt sans postérité, laissant le trône à son oncle le cardinal Renaud III de Modène.
Elle est régente du duché de Modène jusqu'à la majorité de son fils en 1674.
Elle finit sa vie cloîtrée[réf. nécessaire] à Rome et y meurt en 1687.